# Самари (Пробищипско)
Самари или Семери (на македонска литературна норма: Ратковица) е бивше село, разположено на територията на община Пробищип, в източната част на Република Македония.

## География
Селото е било разположено в югозападните склонове на планината Пониква, източно под Самарска чука (970 m), в долината на Ещерица, югоизточно от Зеленград.

## История
В XIX век Самари е чисто българско село в Кратовска кааза на Османската империя. Според статистиката на Васил Кънчов („Македония. Етнография и статистика“) от 1900 година Семери има 50 жители, всички българи християни.
В началото на XX век населението на Радковица е под върховенството на Българската екзархия. По данни на секретаря на Екзархията Димитър Мишев (La Macédoine et sa Population Chrétienne) в 1905 година в Самари (Samari) има 40 българи екзархисти.
По-късно селото е броено към Зеленград.

## Личности
Родени в Семери
- Божин Йорги, българин, православен, арестуван на 24 май 1903 година, обвинен в „подготвяне и осигуряване на укритие и храна като помощ на българските бунтовнически разбойници и събиране на пари от населението и пренасяне и доставяне на оръжие, муниции и други боеприпаси“, осъден на 3 години каторга, лежал в Скопския затвор, амнистиран с общата амнистия от 12 април 1904 година[4]